# Mounira Mitchala
Mounira Mitchala, właściwie Mounira Khalil Alia (ur. 19 września 1979 w Ndżamena) – czadyjska piosenkarka, kompozytorka, performerka, aktorka, działaczka społeczna. Nazywana jest Sweet Panther (Słodka Pantera) ze względu na nieustępliwe i cierpliwe dążenie do celu. 

## Życiorys
Mounira Mitchala urodziła się w stolicy Czadzu, Ndżamenie. Jej ojcem jest językoznawcą Khalil Alio, profesorem i rektorem University of Chad. Dyktatura Hissène Habré zmusiła rodzinę do opuszczenia kraju. Najpierw mieszkali w Niemczech, a następnie w Nigerii do 1992. Od najmłodszych lat ojciec wprowadzał ją w rytmy etnicznych grup w Czadzie, amerykańskiego bluesa i jazzu. Mounira pilnie się uczyła, mając świadomość, że w Czadzie każda kobieta, która chce coś osiągnąć musi być dobrze uzbrojona do walki. W 1999 rozpoczęła studia prawnicze, motywowane perspektywą poprawy systemu sądownictwa w tym kraju. 
Podczas studiów Mounira uczęszczała na zajęcia teatralne, by poradzić sobie z nieśmiałością i zaczęła wypróbowywać swój głos. We wczesnych etapach swojej kariery występowała w kilku filmach, m.in.: Nasz ojciec (2002) w reżyserii Mahamata Saleha Harouna. 
W 2000 skomponowała swoją pierwszą piosenkę po angielsku i zaśpiewała ją na Fête de la Musique w duecie z Calebem Rimtobaye, z czadyjskiego zespołu H’Sao, gdzie została od razu zauważona i stało się to początkiem jej kariery. Studiowała nadal, godząc naukę z muzyką. Śpiewała nocami w modnych barach Ndżameny. Dając solowe koncerty, stała się popularna wśród kręgów muzycznych i zaczęła być zapraszana do występów u boku światowej sławy artystów, m.in.: Ismaël Lô, Tiken Jah Fakoly, Oumou Sangaré, Alpha Blondy. 
W 2005 roku została zaproszona, przez francuskiego DJ-a Frederic Galliano, do udziału w jego projekcie African Divas. Z grupą piosenkarek z  Etiopii, Senegalu, Mali, Gwinei i Madagaskaru podróżowali po całym świecie (Europa, Afrka, USA), dzięki czemu Mounira miała okazję występować przed różnorodną publicznością, na ważnych senach koncertowych. Pozwoliło jej to zdobyć pewność siebie jako wykonawcy. Praca z Galliano wprowadziła ją w inne style: muzykę elektroniczną i rap.   
Po powrocie do stolicy Czadu, pracowała nad swoim głosem ze swoim przyjacielem, francuskim nauczycielem wokalnym, który nagrał jej demo i wysłał go do Christiana Mousseta, dyrektora festiwalu Musiques Métisses w Angoulême. Mousset zaprosił ją do Francji, gdzie nagrała swój pierwszy album „Talou Léna”, będący mieszaną rytmów z całego Czadu. Płyta stała się muzycznym apelem o pokój i paszportem do międzynarodowego uznania. Na scenie uwodzicielska młoda kobieta nabrała własnej, unikatowej formy, tańczy i urzeka publiczność, pokonując techniczne przeszkody, by stworzyć wysublimowany dźwięk. 
28 września 2007 podczas jej koncertu w Konakry, manijski muzyk Salif Keïta i reszta jury RFI Discoveries  wybrali ją zwycięzcą głównej nagrody. Trasa po Europie i Zachodniej Afryce dała jej szansę na zaprezentowanie swojego talentu szerszej publiczności.
W 2012 wydała drugi album „Chili Houritki”, który jest potwierdzeniem jej artystycznej osobliwości. Za utwór „Independence”, która wzywa Afrykankę do wzmocnienia i przebudzenia, zdobyła Kora Awards dla najlepszej artystki z Afryki Środkowej, na ceremonii wręczenia nagród KORA All Africa Music Awards, corocznie przyznawanych nagród muzycznych w Afryce. 

## Muzyka jako walka z problemami społecznymi
W Czadzie jest ponad 200 grup etnicznych, podzielonych pomiędzy arabskojęzyczną północą, a głównie chrześcijańskim południem. Jednak w tak zróżnicowanym kulturowo kraju, czadyjscy artyści, mogli wyrażać swoje pasje i talenty, w bardzo ograniczonym zakresie. Wszyscy artyści musieli przezwyciężyć nie tylko wieloletni konflikt polityczny, ale też  konserwatywną naturę społeczeństwa, która uznaje artystów za osoby bez większej wartości. W takich realiach Munira stała się dużą niespodzianką, jako czadyjska piosenkarka, która przełamała bariery, by odnieść sukces nie tylko międzynarodowy, ale i we własnym kraju.  Mounira urodziła się w czasie, gdy jej kraj był już rozdarty wewnętrznym konfliktem, jako dorastająca dziewczyna musiała opuścić z rodziną ojczyznę i prowadzić życie tułacze w innych zakątkach świata. To wpłynęło na jej światopogląd u ukształtowało ją jako dojrzałą, wrażliwą na krzywdę i niesprawiedliwość artystkę. 
Koncepcja jej pierwszego albumu została skomponowana w 2006, już po jej powrocie do Czadu, a następnie nagrana we Francji w 2007. „Talou Lena” (Pokój i jedność) jest odzwierciedleniem  tego czego doświadczyła i co było jej udziałem od wczesnych lat życia. Zawiera ballady mówiące o potrzebie jedności kraju i wzywa do pokoju w niespokojnym regionie Darfuru w sąsiednim Sudanie. Teksty potępiają ludobójstwo, przymusowe małżeństwa, działania wojenne pustoszące Czad, dyskryminację pacjentów chorych na AIDS, a także obrzezanie kobiet. 
Nad swoim kolejnym albumem „Chili Houritki” pracowała z urodzonym w Algierii producentem Camelem Zekri, absolwentem paryskiego konserwatorium. Jest nieco inny od pierwszego, słychać różnicę w rytmach i wokalu, a utwory są bardziej dostrojone, instrumenty lepiej skoordynowane. Dojrzałość muzyczna idzie też tu w parze z silniejszym w wyrazem w wykorzystaniu muzyki jako narzędzia walki z problemami społecznymi, zwłaszcza z prawami kobiet. Tytułowy utwór z albumu „Chili Houritki” (Niezależność) wzywa Czad i Afrykanki do walki o wolność wyboru i niezależność. Tekst utworu jest jednoznaczny: „Women must reject control and humiliation and start living their own lives” (Kobiety muszą odrzucić kontrolę i upokorzenie i zacząć żyć własnym życiem). 
W kolejnym utworze „Haguina” (Nasze prawo) Mounira protestuje przeciwko złym warunkom życia w niektórych regionach Czadu, potępiając korupcję na wysokich stanowiskach. Piosenka domaga się poszanowania praw człowieka, apelując aby interes publiczny miał pierwszeństwo przed osobistymi korzyściami. Jednostronne i niesprawiedliwe postrzeganie Afryki, jako kontynentu opanowanego jedynie ubóstwem, chorobą, głodem i zepsuciem wyraża w utworze „Tourabi” (Moja ziemia). Ukazuje kontrast obrazu Afryki przedstawiany przez media z tym, który wyraża się w myślach i słowach ludzi mieszających na kontynencie. „Choukrane” (Dziękuję) to wyraz wdzięczności piosenkarki, dla każdego kto uwierzył w nią, odkąd rozpoczęła się jej kariera muzyczna. Prosi w niej Afrykanów, aby spełniali marzenia i przejęli kontrolę nad swoją przyszłością, jeśli pragną aby ich sytuacja się poprawiła. 
Walka Mouniry Mitchala o jej kraj i prawa kobiet, nie jest agresywna i nachalna. Na scenie jest uroczą postacią, olśniewającą w swoim tradycyjnym stroju, efektownych nakryciach głowy i kolczykach. Dlatego często nazywana jest słodką lub delikatną panterą. Tańczy z wdziękiem do muzyki, a głos wbija się głęboko w serca odbiorców. Jej obecność na scenie jest odzwierciedleniem imienia, Mounira, co oznacza "promieniujący" w dialekcie arabskim w języku czadyjskim. 

## Twórczość muzyczna

### Albumy
- Talou Lena (2007)[8]
- Chili Houritki (2011)[8]

### Kompilacje
- Africa: 50 Years Of Music (1960/2010: 50 Ans D'Indépendances)[9]